# Momich Lakes Park
Momich Lakes Park är en park i Kanada.   Den ligger i provinsen British Columbia, i den centrala delen av landet, 3 200 km väster om huvudstaden Ottawa. Momich Lakes Park ligger 453 meter över havet.
Terrängen runt Momich Lakes Park är kuperad åt nordväst, men åt sydost är den bergig. Momich Lakes Park ligger nere i en dal som går i öst-västlig riktning. Runt Momich Lakes Park är det mycket glesbefolkat, med 2 invånare per kvadratkilometer.. Det finns inga samhällen i närheten.
I omgivningarna runt Momich Lakes Park växer i huvudsak barrskog.